# پاین ریور (شهرستان واشارا، ویسکانسین)
پاین ریور (به انگلیسی: Pine River) یک منطقهٔ مسکونی در ایالات متحده آمریکا است که در شهرستان واشرا، ویسکانسین واقع شده‌است. پاین ریور ۱۴۷ نفر جمعیت دارد.